# 미국 해군대학원
미국 해군대학원(Naval Postgraduate School)은 1909년 미국 캘리포니아주 몬터레이에 설립되어 현재에 이르고 있는 이르고 있는 미국의 국립 군사 대학원이다.

## 역사
1909년에 첫 개교되어 현재에 이르고 있는 미국 해군대학원은 1920년 미국 워싱턴 시티에 설립된 미국 해병참모대학교(Marine Corps Institute)와 아울러 1884년 미국 로드 아일랜드 주 뉴포트에 개교한 미국 해군참모대학교(Naval War College)의 분교라 할 수 있는 미국 국립 해군군사참모교육기관이다.

## 같이 보기
- 미국 육군지휘참모대학교
- 미국 육군참모대학교
- 미국 공군참모대학교
- 미국 공군기술대학원
- 미국 해병참모대학교
- 미국 해군참모대학교